# Jerry Rivera
Jerry Rivera (Gerardo Rivera Rodríguez), né le 31 juillet 1973 à Santurce, Porto Rico), est un chanteur de salsa romantica.

## Biographie
Sa mère Dominga est chanteuse et son père guitariste et chef de l'orchestre Los Barones Trío.
Avec ses parents, ils ont déménagé à la capitale, San Juan.
Ses chanteurs préférés sont Frankie Ruiz ainsi qu'Eddie Santiago et Lalo Rodriguez (chanteurs de salsa romantica).
En 1986, à 13 ans, il accompagnait son père qui jouait dans un hôtel à Isla Verde.
Frankie Ruiz, qui était client de l'hôtel a chanté avec eux et ont pris une photo ensemble qui figurera sur la pochette de l'album Canto a mi ídolo… Frankie Ruiz, hommage au chanteur décédé en 1998.
En 1988, Tommy Olivencia entend Jerry Rivera chanter avec son père et lui recommande de faire une carrière solo.
À 14 ans, son père lui fait enregistrer une maquette qu'il présentent à CBS, qui lui font signer un contrat.

## Carrière
Son premier album Abriendo Puertas (avec plusieurs tubes dont Esa Niña, Dime et Como un Milagro) sera numéro 1 des ventes à Porto Rico, mais aussi dans la communauté latino aux États-Unis et dans toute l'Amérique Latine.
Son deuxième album, Cuenta Conmigo, a été triple disque de platine aux États-Unis, Porto Rico, Venezuela et Colombie et le disque de salsa le plus vendu de toute l'historia, record détenu jusqu'alors par Willie Colon. Il a obtenu le prix Lo Nuestro du meilleur chanteur de l'année et meilleur disque de l'année, ainsi que trois Crystal Awards de Sony Records.
En 1999, Jerry Rivera enregistre l'album Otra Manera, avec entre autres le titre Ese, un boléro chanté en duo avec son père au Roberto Clemente Coliseum de San Juan.
Jerry Rivera a fait une tournée au Venezuela, Colombie, Honduras, Panama, États-Unis, Espagne et Japon.
Il a également joué des petits rôles dans I Like It Like That et la telenovela Mi destino eres tú retransmise sur Univision aux États-Unis en novembre 2005.
Il a aussi participé aux productions de la Banque Populaire de Porto Rico, Al Compás de un Sentimiento (dédié au compositeur portoricain Pedro Flores) et Con la música por Dentro.
En 2004 il sort un album de reprises de Frankie Ruiz : Canto A Mi Idolo… Frankie Ruiz. En invitant le chanteur de reggaeton Voltio à rapper sur Mi libertad, il a lancé la mode d'un nouveau genre musical, le salsaton. Cet album a été nommé aux Billboard Latin Awards 2004 en tant que meilleur album de musique tropicale d'un artiste masculin.
En 2006, il a eu un différend avec la chanteuse Shakira : celle-ci dans son titre "Hips Don't Lie" samplait une de ses chansons : Amores Como El Nuestro.
Jerry Rivera a également été invité à chanter avec El Gran Combo pour leur concert en l'honneur de leur 30e anniversaire de carrière.

## Discographie
Albums studio :
- Empezando a Vivir ('Beginning to Live') (1989) Sony Music
- Abriendo Puertas (Jerry Rivera album)|Abriendo Puertas ('Opening Doors') (1990)
- Cuenta Conmigo ('Count On Me') (1992)
- Cara de Niño ('Baby Face') (1993)
- Jerry Rivera: Lo Nuevo y Lo Mejor ('Jerry Rivera: The New and the Best') (1994)
- Magia (Jerry Rivera album)|Magia ('Magic') (1995)
- Fresco (Jerry Rivera album)|Fresco ('Fresh') (1996)
- Ya No Soy El Niño Aquel ('I'm Not That Child Anymore') (1997)
- De Otra Manera (album)|De Otra Manera ('In Other Ways') (1998)
- Oro Salsero ('Salsa Gold') (2000)
- Historia 1 ('History 1') (2000)
- Para Siempre (album)|Para Siempre ('Forever') (2000)
- Rivera (Jerry Rivera album)|Rivera ('Rivera') (2001) 'also available in box set' BMG
- No Me Olvidarás ('You Won't Forget Me') (2001)
- Vuela Muy Alto ('Fly Very High') (2002)
- Cantando A Mi Ídolo... Frankie Ruiz ('Singing To My Idol... Frankie Ruiz') (2003)
- Ay Mi Vida ('Oh My Life') (2005) Sony BMG
- Caribe Gardel (2007) EMI Music
  - 1. Caminito
  - 2. Cuesta Abajo
  - 3. Por Una Cabeza
  - 4. Melodia De Arrabal
  - 5. El Dia Que Me Quieras
  - 6. Yira Yira
  - 7. Volver
  - 8. Rubias De New York
  - 9. A Media Luz
  - 10. La Cumparsita
- El Amor Existe ('Love Exists') (2011) VeneMusic
- Jerry Christmas  (2012) Universal LatinoParticipations : Con respeto du groupe N'Klabe
- Sayonara, (featuring Jonathan Moly). (2016)
- Mira, (featuring Yandel). (2018)